# 安皇后 (南陳)
安皇后（？—6世纪？），张氏或董氏，南陈高祖陈霸先的母亲。
她是吴兴郡长城县人陈文赞的妻子。陈文赞长子陈道谭的生母没有记载，次子陈霸先（503年生）和三子陈休先为她所生。南梁太平元年（556年），因其子陈霸先之故，追封亲族。陈霸先父亲陈文赞追封義興郡公。次年（557年）正月丁卯，祖父陈道巨追赠侍中、太常卿，謚曰孝；祖母许氏追封吳郡嘉興縣君，謚曰敬；母張氏追封義興國太夫人，謚曰宣。
永定元年（557年），其子陈霸先称帝后，追尊父亲陈文赞为景皇帝，庙号太祖；母亲董太夫人为安皇后。追谥前夫人钱氏号为昭皇后，世子陈克为孝怀太子。